# محمود ممداني
محمود ممداني (ولد في 23 أبريل 1946) هو أكاديمي أوغندي ومؤلف ومعلق سياسي.
وهو أستاذ علم الإنسان والعلوم السياسية والدراسات الأفريقية في جامعة كولومبيا، كما يعمل كمستشار جامعة كامبالا الدولية في أوغندا.
كان سابقًا مدير معهد ماكيريري للبحوث الاجتماعية في كامبالا أوغندا، من عام 2010 حتى عام 2022. يتخصص ممداني في دراسة السياسة الإفريقية والدولية والاستعمارية وما بعد الاستعمارية وسياسة إنتاج المعرفة.